# Anna Walaszek-Pyzioł
Anna Walaszek-Pyzioł – polska prawnik, profesor nauk prawnych, profesor zwyczajny Uniwersytetu Jagiellońskiego, specjalności naukowe: europejskie prawo gospodarcze, prawo administracyjne, prawo energetyczne, prawo gospodarcze publiczne, prawo infrastruktury (telekomunikacja, poczta, kolej, internet, energetyka), prawo nieuczciwej konkurencji, prawo ochrony konkurencji.

## Życiorys
Córka prof. Bronisława Walaszka (1910–1974) żona profesora Wojciecha Pyzioła
W 1995 prezydent RP nadał jej tytuł naukowy profesora nauk prawnych. Została profesorem zwyczajnym na Wydziale Prawa i Administracji Uniwersytetu Jagiellońskiego i kierownikiem Katedry Publicznego Prawa Gospodarczego na tym wydziale oraz profesorem zwyczajnym Górnośląskiej Wyższej Szkole Handlowej im. Wojciecha Korfantego w Katowicach.
Była nauczycielem akademickim w Państwowej Wyższej Szkole Zawodowej w Tarnowie w Instytucie Administracyjno-Ekonomicznym.
Pod jej kierunkiem w 2006 stopień naukowy doktora uzyskał Artur Żurawik.